# ВВС 11-й армии
Военно-воздушные силы 11-й армии (ВВС 11-й армии) — оперативное авиационное соединение времен Великой Отечественной войны.

## История наименований
- ВВС 11-й армии;
- 242-я ночная бомбардировочная авиационная дивизия;
- 242-я ночная бомбардировочная авиационная Краснознамённая дивизия;
- 242-я ночная бомбардировочная авиационная Краснознамённая Люблинская дивизия;
- 242-я ночная бомбардировочная авиационная Краснознамённая Люблинская ордена Суворова дивизия.

## История и боевой путь
ВВС 11-й армии сформированы 7 сентября 1939 года на базе ВВС Минской армейской оперативной группы Белорусского особого военного округа, в свою очередь сформированной 15 января 1939 года. Участвовали в Польском походе Красной Армии в Западную Белоруссию. В состав ВВС входила 38-я истребительная авиационная бригада составом двух полков на самолётах И-15бис и И-16: 21-й истребительный авиационный полк и 31-й истребительный авиационный полк. По окончании боевых действий армия перебазировалась в 1940 году в состав Прибалтийского военного округа.
С началом войны в соответствии с планом прикрытия государственной границы 11-я армия занимала район прикрытия № 3 по государственной границе от реки Неман до Капчямиестис в границах: справа Дотнува, исключая Средники, река Неман до Юрбурга, исключая Инстербург; слева исключая Ошмяны, исключая Друскининкай, Тройбург, исключая Летцен; с тыла — Ионава, Ораны. ВВС армии дожны были прикрывать войска армии в этом районе.
В составе действующей армии во время Великой Отечественной войны с 22 июня 1941 года по 2 апреля 1943 года. В состав ВВС армии с августа 1941 года вошла 7-я смешанная авиационная дивизия в составе:
- 41-й истребительный авиационный полк;
- 415-й истребительный авиационный полк;
- 243-й штурмовой авиационный полк.

Дивизия принимала участие в Приграничном сражении в Литве и Латвии.
С сентября 1941 года по октябрь 1941 года и с января 1942 года по 16 февраля 1942 года в составе ВВС армии воевала 57-я смешанная авиационная дивизия. С сентября 1941 года вплоть до расформирования в феврале 1942 года дивизия действовала в районе: озеро Вельё — Демянск — Лычково — Пола — Старая Русса. 16 февраля 1942 года дивизия расформирована.
В состав дивизии входили полки:
- 6-й истребительный авиационный полк (до 10 декабря 1941 года)
- 12-й истребительный авиационный полк (с 31 декабря 1941 года по 21 февраля 1942 года)
- 38-й истребительный авиационный полк (с 08.1941 по 21.10.1941)
- 54-й скоростной бомбардировочный авиационный полк
- 161-й истребительный авиационный полк (с 18.01.1942 по 14.02.1941 г.)
- 402-й истребительный авиационный полк (по 16.02.1942)
- 674-й лёгкий бомбардировочный авиационный полк (19.12.1941 — 12.02.1942)
- 676-й лёгкий бомбардировочный авиационный полк (31.12.1941 — 12.02.1942)

После расформирования 57-й смешанной авиационной дивизии в ВВС армии входили:
- 12-й истребительный авиационный полк- по 21.02.1942 г., выведен с фронта на доукомплектование.
- 288-й штурмовой авиационный полк — с января 1942 года по 5 мая 1942 года.
- 674-й легкий бомбардировочный авиационный полк — с января 1942 года 14 июня 1942 года. Преобразован в 674-й отдельный смешанный авиационный полк.
- 676-й легкий бомбардировочный авиационный полк — с января 1942 года по 6 апреля 1942 года. Расформирован.
- 161-й истребительный авиационный полк по 19 апреля 1942 года[2].
- 645-й легкий бомбардировочный авиационный полк — с 21 марта 1942 года по 14 июня 1942 года.
- 676-й лёгкий бомбардировочный авиационный полк до 1 марта 1942 года.
- 38-й истребительный авиационный полк — с марта 1942 по 3 мая 1942 года. Преобразован в 21-й гвардейский истребительный авиационный полк[2].
- 21-й гвардейский истребительный авиационный полк с мая по июнь 1942 года[2].
- 517-й истребительный авиационный полк — с 14 апреля 1942 года по 24 июня 1942 года. Убыл в 8-й запасной истребительный авиационный полк[2].

Такими силами ВВС армии участвовали в Демянской операции с 7 января 1942 года по 20 мая 1942 года.
14 июня 1942 года на основании Приказа НКО № 00117 от 6 июня 1942 года Военно-воздушные силы 11-й армии обращены на формирование 242-й ночной бомбардировочной авиационной дивизии.

## Командующие
- полковник Гущин Василий Андреевич, 06.1940 - 08.1940

## В составе объединений
| Дата          | Фронт (округ)         |
| ------------- | --------------------- |
| 22.06.1941 г. | Северо-Западный фронт |
| 14.06.1942 г. | Северо-Западный фронт |

## Участие в операциях и битвах
- Приграничное сражение в Литве и Латвии (1941)
- Демянская операция — с 7 января 1942 года по 20 мая 1942 года.

## Присвоение гвардейских званий
За образцовое выполнение боевых задач и проявленные при этом мужество и героизм приказом НКО СССР № 135 от 03 мая 1942 года 38-й истребительный авиационный полк преобразован в 21-й гвардейский истребительный авиационный полк.

## Отличившиеся воины
- Дзюба Иван Михайлович, майор, командир эскадрильи 12-го истребительного авиационного полка 57-й смешанной авиационной дивизии Военно-воздушных сил 11-й армии Северо-Западного Фронта Указом Президиума Верховного Совета СССР от 21 июля 1942 года удостоен звания Герой Советского Союза. Золотая Звезда № 601.
- Марютин Пётр Матвеевич, старший лейтенант, заместитель командира эскадрильи 288-го штурмового авиационного полка 57-й смешанной авиационной дивизии Военно-воздушных сил 11-й армии Северо-Западного Фронта Указом Президиума Верховного Совета СССР от 21 июля 1942 года удостоен звания Герой Советского Союза. Золотая Звезда № 602.